# Ivana Rumor
Ivana Rumor (Venezia, 1920 – 1992) è stata un'attrice, showgirl e circense italiana.

## Biografia
Nata in una grande famiglia di attori, salì sui palcoscenici a tre anni, debuttando presso il teatro Centrale di Venezia. Divenne negli anni della giovinezza una celebrità del vernacolo goldoniano, ed in seguito lavorò con Ruggero Ruggeri, Marta Abba, Alba Villa e Memo Benassi.
Con la crisi della prosa si riciclò nell'avanspettacolo, dove formò con la sorella Liana il celebre duo delle Rumor Sisters, che lavoravano nel circo come danzatrici-acrobate-contorsioniste.
Parallelamente iniziò la sua attività cinematografica, limitata tuttavia a pochi ruoli in film spesso di modesto spessore; l'unica eccezione fu una parte maggiormente vistosa in una pellicola notissima come I nuovi mostri, regia di Mario Monicelli (1977) nell'episodio "l'elogio funebre", al fianco di Alberto Sordi, ruolo però non accreditatole.
Dopo il matrimonio e la nascita di tre figli, la sua attività si limitò fortemente, per interrompersi definitivamente nel 1956, quando Ivana Rumor decise di ritirarsi a vita privata.
Molti anni dopo, alla metà degli anni settanta, Gino Bramieri si ricordò di lei, e la ingaggiò, assieme a Lina Gennari, Luisa Bixio, Ines Ferrari, Lia Ferri ed Alba Villa per interpretare una delle soubrettine dello show Felicibumta; al clamoroso ritorno fecero seguito numerose apparizioni in teatro, televisione e cinema, dove ebbe il ruolo di un'anziana dietologa nel film Oci ciornie, (1987), di Nikita Michalkov.
In televisione apparve inoltre nelle trasmissioni Fatti e fattacci, (1975) con Gigi Proietti, Mazzabubù (1975) con Gabriella Ferri e Giandomenico Fracchia, (1976]), con Paolo Villaggio.
Che piacere averti qui (1987), era una delle quattro soubrette del gruppo "Ciccia e Paillettes"
Dalla voce calda e ben impostata, negli ultimi anni della sua vita la Rumor lavorò molto anche come doppiatrice, in particolare di numerose caratteriste di secondo/terzo piano di commedie dell'epoca, cui conferì tipiche cadenze dialettali venete.

## Filmografia parziale
- Roma, regia di Federico Fellini (1972)
- C'eravamo tanto amati, regia di Ettore Scola (1974)
- I nuovi mostri, regia di Mario Monicelli (1977)
- Sing Sing, regia di Sergio Corbucci (1983)
- Oci ciornie, regia di Nikita Michalkov (1987)

## Teatro
- Felicibumta, di Garinei e Giovannini, con Gino Bramieri (1975-1977)
- Bravo!, di Garinei e Giovannini, con Enrico Montesano (1981)
- Che piacere averti qui, era una delle quattro soubrette del gruppo "Ciccia e Paillettes" (Italia 1, 1987)